# Baldovino II di Hainaut
Baldovino di Fiandra o Baldovino di Hainaut (1056 – nei pressi di Nicea, dopo l'8 giugno 1098) fu conte d'Hainaut dal 1071 fino alla morte.

## Origine
Baldovino, secondo la Genealogica Comitum Flandriæ Bertiniana, era il figlio secondogenito del conte delle Fiandre e conte di Hainaut, Baldovino VI, e della contessa di Hainaut, Richilde di Egisheim, l'unica figlia del conte di Hainaut, Reginardo V e della moglie, Matilde di Verdun, sia secondo gli Iacobi de Guisia Annales Hanoniæ (Richildem virginem, filiam Ragineri comitis), sia secondo le Ægidii Aurevallensis Gesta Episcoporum Leodiensium III (Richildis comitissa Haynonie filia Raineri comitis filii comitis Raineri Longicolli), ad anche secondo la Historia Comitum Ghisnensium (Richildis Montensis comitis filia).
Baldovino VI delle Fiandre, sempre secondo la Genealogica Comitum Flandriæ Bertiniana, era il figlio primogenito di Baldovino V, conte delle Fiandre, e della sorella del re di Francia, Enrico I (come ci conferma il monaco e cronista inglese, Orderico Vitale), Adele di Francia, che secondo la Genealogiæ Scriptoris Fusniacensis era figlia del re di Francia, Roberto II, detto il Pio e di Costanza d'Arles.
Suo fratello primogenito, come conferma il Cartulaire de l'Abbaye de Saint-Bertin, era il conte delle Fiandre e di Hainaut, Arnolfo.

## Biografia
Suo padre Baldovino era divenuto Baldovino I Conte di Hainaut, nel 1051, per diritto matrimoniale, dopo aver sposato la contessa di Hainaut, Richilde di Egisheim, che era vedova del conte di Hainaut, Ermanno, come precisa il Chronicon S. Andreæ, Castri Cameracesii II, spodestando i due figli minorenni, che Rachele aveva avuto dal primo marito, Ermanno di Hainaut, che, secondo la Gisleberti Chronicon Hanoniense, erano stati avviati alla vita religiosa: Ruggero, che secondo gli Iacobi de Guisia Annales Hanoniæ, era claudicante dalla nascita, divenne, nel 1066, vescovo di Châlons, mentre la figlia Agnese, entrata in monastero, divenne suora.
Poi suo padre Baldovino, nel 1067 divenne Conte delle Fiandre come Baldovino VI, succedendo al padre, Baldovino V, che in quell'anno era morto; gli Annales Elnonenses Maiores riportano la morte del padre, Baldovino V.
Suo padre, Baldovino VI morì, quando Baldovino aveva circa quattordici anni, nel 1070; sia gli Annales Elnonenses Maiores che gli Annales Blandinienses riportano la morte di Baldovino VI, il 17 luglio (XVI Kal Aug)
A Baldovino VI succedette il figlio maggiore, Arnolfo, sia nelle Fiandre, come Arnolfo III, che in Hainaut, come Arnolfo I.
Rimasta nuovamente vedova, sua madre Richilde, preoccupata della ribellione del cognato e zio di Arnolfo, Roberto il Frisone, per il possesso delle Fiandre, per guadagnare un alleato contro il cognato, si offrì in moglie a Guglielmo FitzOsborn, Conte di Hereford, anche lui vedovo e, in quello stesso anno, Richilde, in terze nozze, si unì a Guglielmo, che, secondo gli Annales de Wintonia era nipote del re d'Inghilterra, Guglielmo il Conquistatore; il matrimonio fu approvato sia da Guglielmo il Conquistatore sia dal re di Francia, Filippo I.
Roberto il Frisone aveva contestato la successione a Baldovino VI, e attaccò le truppe di Arnolfo, il 22 febbraio 1071, nella battaglia di Cassel, a Bavinchove, ai piedi di Mont-Cassel, prima che queste avessero avuto il tempo di organizzarsi. Arnolfo stesso rimase ucciso nella battaglia insieme a Guglielmo FitzOsborn e Baldovino venne catturato, assieme alla madre, Richilde, dalle forze di Roberto, come ci confermano gli Annales Blandinienses. Lo scontro viene confermato dal documento n° XXI del Cartulaire de l'Abbaye de Saint-Bertin, che lo cita come una guerra civile (pugna civili), avvenuta a Cassel (apud castrum Casseletum), e conclusa con la morte di Arnolfo III e la cacciata dalla contea della madre, Richilde e del fratello minore, Baldovino; Roberto, dopo aver ottenuto la vittoria, ebbe tutte le Fiandre, divenendo conte di Fiandra, mentre la contea di Hainaut andò Baldovino (Baldovino II d'Hainaut).
Baldovino viene citata assieme alla madre, Richilde, dal re di Germania e futuro imperatore, Enrico IV di Franconia nel documento nº 242, datato 1071, dei Heinrici IV Diplomata, in cui le venne riconosciuto il titolo di conte di Hainaut (Baldovino II) unitamente alla madre, Richilde. Con questo atto Baldovino si assicurò la protezione del re e futuro imperatore, Enrico IV, garantendo così la successione ai suoi discendenti.
Un documento, datato 1087, ci documenta una donazione all'abbazia di Hasnon, in suffragio dell'anima di entrambi i genitori: Baldovino VI e Richilde.
Nel 1096, Baldovino II rispose all'appello di papa Urbano II, decidendo di partecipare alla prima crociata; e, per trovare i quattrini necessari per finanziare la spedizione, secondo il Cartulaire de la commune de Couvin, vendette al vescovo di Liegi, Oberto, il castello di Couvin.
Come narra l'Arcivescovo di Tiro, Guglielmo, nel suo Historia rerum in partibus transmarinis gestarum, Baldovino non seguì il cugino, Roberto, conte delle Fiandre, ma andò al seguito di Goffredo di Buglione (Balduinus, comes Hamaucorum), e lo cita, sempre al seguito di Goffredo di Buglione, anche durante l'attraversamento dell'Ungheria (dominus Balduinus de Montibus, Hamaucorum comes).
Baldovino (Baldewinus, Hamaicorum comes) fu a capo di una delegazione, inviata da Goffredo di Buglione, presso l'imperatore bizantino, Alessio I Comneno, come ci descrive il canonico e custode della chiesa di Aquisgrana, il cronachista della Prima Crociata, Alberto di Aquisgrana, per ottenere la liberazione di Ugo il Grande, fratello del re di Francia Filippo I, e altri Francesi, che erano stati imprigionati dall'imperatore, Alessio.
Baldovino partecipò all'assedio di Nicea (Baldewinus de Montecastello, Hamaicorum comes et princeps, vir illustrissimus in omni militari actione), descritto nei particolari da Alberto di Aquisgrana.
Baldovino prese parte all'Assedio di Antiochia e subito dopo, fu inviato nuovamente da Goffredo a compiere una missione presso l'imperatore Alessio I, ma cadde in un'imboscata nei pressi di Nicea.
Alla sua morte, secondo il Herimanni, Liber de Restauratione Sancti Martini Tornacensis, gli succedette il figlio Baldovino.

## Matrimonio e discendenza
Baldovino, nel 1084, aveva sposato Ida di Lovanio († 1139), come conferma la Chronica Albrici Monachi Trium Fontium, figlia del conte di Lovanio, Enrico II e di Adele di Betuwe (Gheldria); anche il Chronicon Sancti Huberti Andaginensis conferma il matrimonio senza specificare gli ascendenti di Ida. Ida, nel documento nº 1 del Cartulaire de la commune de Couvin, viene citata, come testimone nella vendita al vescovo di Liegi, Oberto del castello di Couvin. Secondo Alberto di Aquisgrana, Ida si trovava a Gerusalemme tra il 1105 ed il 1106.
Baldovino da Ida ebbe nove figli:
- Baldovino (1088 - † 1120), fu il primogenito e fu Conte di Hainaut, come ci conferma il Gisleberti Chronicon Hanoniense[32]
- Arnolfo[29] († dopo il 1117), il Gisleberti Chronicon Hanoniense, ci riporta che era il secondogenito[32], e che fu il capostipite dei signori di Rœulx[32], e che, secondo il Chronicon Lætiense, sposò Beatrice di Ath[33], che era figlia di Walter di Ath e della moglie, Ada di Ramerupt[33]
- Luigi citato nel documento nº 1 del Cartulaire de la commune de Couvin[29] († dopo il 1096)
- Simone († dopo il 1096), in quell'anno, canonico a Liegi[17]
- Enrico citato nel documento nº 1 del Cartulaire de la commune de Couvin[29] († dopo il 1096)
- Guglielmo († dopo il 1117), in quell'anno, citato in un documento di donazione del fratello Baldovino III (non consultato)[17]
- Ida[32] (1085 - † dopo il 1105), che, secondo la Genealogiæ Scriptoris Fusniacensis, era la sorella di Baldovino III[34] e che sposò il futuro signore di Coucy, Tommaso di Marle[34], come conferma anche il Gisleberti Chronicon Hanoniense[35], da cui fu ripudiata, verso il 1100[17]
- Richilde[32] (1095 - † dopo il 1118), che sposò, verso il 1115, Amaury III di Montfort (m. 1137), signore di Montfort-l'Amaury e conte d'Évreux[32], da cui fu abbandonata pochi anni dopo[32], per cui si ritirò in convento[32]
- Alice o Elide[32] († dopo il 1153), che, secondo la Genealogiæ Scriptoris Fusniacensis, era la seconda moglie di Nicola, signore di Rumigny e Florennes[36], citata come seconda moglie di Nicola anche nel documento XLIV della Gallia Christiana, Tome X, Instrumenta ecclesiæ Remensis., inerente ad una donazione del marito[37].

## Ascendenza
|                         |   |                       | Genitori                |  |  | Nonni |  |  | Bisnonni                |  |  | Trisnonni             |  |
|                         |   |                       |                         |  |  |       |  |  | Baldovino IV di Fiandra |  |  | Arnolfo II di Fiandra |  |
|                         |   |                       |                         |  |  |       |  |  | Baldovino IV di Fiandra |  |  | Arnolfo II di Fiandra |  |
|                         |   | Rozala d'Ivrea        |                         |  |  |       |  |  | Baldovino IV di Fiandra |  |  |                       |  |
| Baldovino V di Fiandra  |   |                       |                         |  |  |       |  |  | Baldovino IV di Fiandra |  |  |                       |  |
|                         |   | Ogiva di Lussemburgo  | Federico di Lussemburgo |  |  |       |  |  |                         |  |  |                       |  |
|                         |   | Ogiva di Lussemburgo  | Federico di Lussemburgo |  |  |       |  |  |                         |  |  |                       |  |
|                         |   | Ogiva di Lussemburgo  | Irmtrude di Wetterau    |  |  |       |  |  |                         |  |  |                       |  |
| Baldovino VI di Fiandra |   | Ogiva di Lussemburgo  |                         |  |  |       |  |  |                         |  |  |                       |  |
|                         |   | Roberto II di Francia | Ugo Capeto              |  |  |       |  |  |                         |  |  |                       |  |
|                         |   | Roberto II di Francia | Ugo Capeto              |  |  |       |  |  |                         |  |  |                       |  |
|                         |   | Roberto II di Francia | Adelaide d'Aquitania    |  |  |       |  |  |                         |  |  |                       |  |
| Adele di Francia        |   | Roberto II di Francia |                         |  |  |       |  |  |                         |  |  |                       |  |
|                         |   | Costanza d'Arles      | Guglielmo I di Provenza |  |  |       |  |  |                         |  |  |                       |  |
|                         |   | Costanza d'Arles      | Guglielmo I di Provenza |  |  |       |  |  |                         |  |  |                       |  |
|                         |   | Costanza d'Arles      | Adelaide d'Angiò        |  |  |       |  |  |                         |  |  |                       |  |
| Baldovino II di Hainaut |   | Costanza d'Arles      |                         |  |  |       |  |  |                         |  |  |                       |  |
|                         | … | …                     |                         |  |  |       |  |  |                         |  |  |                       |  |
|                         | … | …                     |                         |  |  |       |  |  |                         |  |  |                       |  |
|                         | … | …                     |                         |  |  |       |  |  |                         |  |  |                       |  |
| Reginardo V di Mons?    | … |                       |                         |  |  |       |  |  |                         |  |  |                       |  |
|                         |   | …                     | …                       |  |  |       |  |  |                         |  |  |                       |  |
|                         |   | …                     | …                       |  |  |       |  |  |                         |  |  |                       |  |
|                         |   | …                     | …                       |  |  |       |  |  |                         |  |  |                       |  |
| Richilde di Hainaut     |   | …                     |                         |  |  |       |  |  |                         |  |  |                       |  |
|                         |   | …                     | …                       |  |  |       |  |  |                         |  |  |                       |  |
|                         |   | …                     | …                       |  |  |       |  |  |                         |  |  |                       |  |
|                         |   | …                     | …                       |  |  |       |  |  |                         |  |  |                       |  |
| Matilde di Verdun?      |   | …                     |                         |  |  |       |  |  |                         |  |  |                       |  |
|                         |   | …                     | …                       |  |  |       |  |  |                         |  |  |                       |  |
|                         |   | …                     | …                       |  |  |       |  |  |                         |  |  |                       |  |
|                         |   | …                     | …                       |  |  |       |  |  |                         |  |  |                       |  |
|                         |   | …                     |                         |  |  |       |  |  |                         |  |  |                       |  |

### Fonti primarie
- (LA)  Monumenta Germaniae Historica, Scriptores, tomus V.
- (LA)  Monumenta Germaniae Historica, Scriptores, tomus VII.
- (LA)  Monumenta Germaniae Historica, Scriptores, tomus VIII.
- (LA)  Monumenta Germaniae Historica, Scriptores, tomus IX.
- (LA)  Monumenta Germaniae Historica, Scriptores, tomus XIII.
- (LA)  Monumenta Germaniae Historica, Scriptores, tomus XIV.
- (LA)  Monumenta Germaniae Historica, Scriptores, tomus XXI.
- (LA)  Monumenta Germaniae Historica, Scriptores, tomus XXIII.
- (LA)  Monumenta Germaniae Historica, Scriptores, tomus XXIV.
- (LA)  Monumenta Germaniae Historica, Scriptores, tomus XXV.
- (LA)  Monumenta Germaniae Historica, Scriptores, tomus XXX.1.
- (LA)  Ordericus Vitalis, Historia Ecclesiastica, vol. II.
- (LA)  Monumenta Germaniae Historica, Diplomata regum et imperatorumi Germaniae, tomus VI, Heinrici IV.1 Diplomata.
- (LA)  Cartulaire de l'Abbaye de Saint-Bertin.
- (LA)  Annales Monastici Vol. II.
- (LA)  HISTORIA RERUM IN PARTIBUS TRANSMARINIS GESTARUMI[collegamento interrotto].
- (LA)  HISTORIA HIEROSOLYMITANAE EXPEDITIONIS.
- (LA)  Cartulaire de la commune de Couvin.
- (LA)  Gallia Christiana, Tome X.
- (FR)  Cartulaire de la commune de Couvin.